# Idir Chender
Idir Chender (* 20. února 1987 Lyon) je francouzský herec. Pochází ze tří dětí Saïda a Rachidy Chenderových. Otec působil v návrhářské společnosti, zatímco matka byla v domácnosti a později pracovala jako mateřská asistentka. Po obdržení titulu baccalauréat scientifique začal studovat medicínu, ale následně se začal zabývat herectvím a studium přerušil. Dále docházel na Lyonskou konzervatoř a později na Conservatoire national supérieur d'art dramatique v Paříži. Hrál jak v divadle a televizních seriálech, tak i v různých krátkých filmech. V roce 2016 dostal svou první roli v celovečerním snímku, a sice Occidental režiséra Neila Beloufy. Později hrál například ve filmech Paul Sanchez est revenu! a Beirut (2018).